# Stingray Vibe
Stingray Vibe est une chaîne de télévision musicale canadienne spécialisée de catégorie B appartenant à Stingray Digital qui diffuse des vidéoclips de musique rap, hip-hop, RnB, pop rythmique et dance/électro, sans pauses publicitaires.

## Histoire
Après avoir obtenu sa licence auprès du CRTC en 2000, CHUM Limited a lancé MuchVibe le 7 septembre 2001. Elle était le spin-off de l'émission MuchVibe diffusée sur sa station-sœur MuchMusic.
CTVglobemedia a fait l'acquisition de MuchVibe lors de son achat de CHUM Limited le 22 juin 2007. Bell Canada a fait l'acquisition de CTVglobemedia le 1er avril 2011 et a renommé la compagnie pour Bell Media.
Depuis le 31 août 2009, MuchVibe ainsi que MuchMoreRetro, MuchLOUD et PunchMuch sont diffusés sans pauses publicitaires.
Le 21 juin 2016, Stingray Digital annonce avoir fait l'acquisition de MuchLoud, MuchRetro, MuchVibe et Juicebox,. La chaîne a adopté son nom actuel le 12 août 2016.

## Identité visuelle

### Logos

Logo de MuchVibe de 2001 à 2011
Logo de MuchVibe de 2011 à 2016
Logo de Stingray Vibe depuis 2016